# Okres Košice III
Košice III is een district (Slowaaks: Okres) in de Slowaakse regio Košice. Het district bestaat uit de volgende stadsdelen van de stad Košice:
- Dargovských hrdinov
- Košická Nová Ves

In het district woonden op 1 januari 2012 in totaal 30.004 inwoners.
Okres Gelnica · Okres Košice I · Okres Košice II · Okres Košice III · Okres Košice IV · Okres Košice-okolie · Okres Michalovce · Okres Rožňava · Okres Sobrance · Okres Spišská Nová Ves · Okres Trebišov